# Triops sakalavus
Triops sakalavus – gatunek przekopnicy występujący na Madagaskarze. Dorasta do 4 cm długości ciała, którego połowę okrywa karapaks. W 1955 roku uznany za podgatunek Triops australiensis, ponownie otrzymał status gatunkowy w 2020.